# Si l'encerto, l'endevino
Si l'encerto, l'endevino va ser un programa concurs de televisió dirigit i produït per La Trinca. Es va començar a emetre el 1995 per TV3.
Els concursants havien d'endevinar una sèrie de refranys i frases fetes mirant unes imatges en una pantalla. En un principi va tenir com a presentadora l'actriu Rosa Gàmiz i després, el 1996, va ser rellevada per Josep Maria Bachs.
Se'n va fer una versió per a Canal 9, amb el nom Si l'encerte, l'endevine, que va estar presentada per Ximo Rovira. Esta versió va arribar a tenir nivells d'audiència superiors al 20% i propers al 30%, arribant a superar a les notícies de RTVE com a programa més vist de la franja horària de migdia.
Posteriorment, s'emetria una versió per a Televisión de Galicia anomenada Cousa cousiña i una altra per a Telemadrid anomenada Adivina adivinanza.